# Seyðishólar
Il Seyðishólar è un gruppo di crateri vulcanici situato nella regione del Suðurland, nella parte sud-occidentale dell'Islanda.

## Descrizione
Il gruppo di crateri Seyðishólar è posizionato a nord del cratere Kerið e fa parte del Grímsnes, il sistema vulcanico più recente dell'Islanda.
Il sistema ha probabilmente avuto origine da coni di scorie che hanno un'età compresa tra 5000 e 6000 anni. La vetta più elevata è il Seyðishóll (alto 214 metri), che è un cratere doppio. La roccia di cui è costituito ha un elevato contenuto in ferro, come è ben visibile nella ghiaia estratta dalle cave e utilizzata come materiale da costruzione. Sul cratere meridionale è stato installato un ripetitore per la telefonia mobile e le trasmissioni televisive.
Nella zona attorno ai crateri sono state costruite molte case utilizzate per le vacanze estive.

## Sistema vulcanico
I crateri si trovano al di spora di una piccola camera magmatica, che alimenta il sistema vulcanico di Grímsnes, il più giovane sistema vulcanico attivo in Islanda. Al sistema appartiene anche il cratere Kerið, come pure le sorgenti idrotermali calde ai piedi del Búrfell í Grímsnesi. Non è stato ancora identificato quale sia il vulcano centrale.
Il più grande campo di lava della zona, il Grímsneshraun, è stato prodotto dal sistema vulcanico Grímsnes.